# Mignault
Pour les articles homonymes, voir Mignault (homonymie).
Mignault (en wallon Miô) est une section de la ville belge du Rœulx, située en Wallonie dans la province de Hainaut. C'était une commune à part entière avant la fusion des communes de 1977.

## Géographie
Dans ce village agreste s'érigent de très belles fermes entourés de terrains fertiles. Ces champs et autres pâtures portent bien souvent des noms charmeurs comme :
- le Sec-Quesnes,
- la couture devant-le-chêne à la motte,
- le fasche devant Maubeuge-Carniau,
- l'Espinette,
- Crombinfosse,
- la grosse borne,
- Froidmont,
- le fossé-à-joncs, ou
- le pré des neuf fontaines.

## Évolution démographique
- Sources : INS, Rem. : 1831 jusqu'en 1970 = recensements, 1976 = nombre d'habitants au 31 décembre.

## Histoire
À la fin de la Seconde Guerre mondiale, les autorités communales donnèrent à toutes les rues du village le nom d'un jeune citoyen de la localité victime de l'un des deux conflits majeurs.

## Liste des bourgmestres de 1830 à 1977
| Mandat    | Identité                 | Parti |
| --------- | ------------------------ | ----- |
| 1807-1848 | Jean-Baptiste Godefroid  |       |
| 1848      | Alexandre Fauconnier     |       |
| 1848-1854 | Norbert Lacroix          |       |
| 1854-1884 | Antoine Dugauquier       |       |
| 1884-1914 | Maurice de Munck         |       |
| 1914-1921 | Gustave Legoy            |       |
| 1921-1926 | Auguste Dubois d'Enghien |       |
| 1926-1964 | Charles Wayembergh       |       |
| 1964-1976 | Jean-Baptiste Pourbaix   |       |

## Patrimoine et culture

### Patrimoine architectural

#### Patrimoine religieux

##### Église Saint-Martin
Cette église fut construite en 1518 à l'emplacement d'une ancienne chapelle. Les fonts baptismaux en pierre bleue sont de style gothique. Au-dessus de la porte d'entrée figure un bas-relief en pierre bleue. Finement sculpté, il représente saint Martin à cheval offrant la moitié de sa tunique à un malheureux. On peut y apercevoir également les armoiries de Pierre Joly, abbé de Saint-Feuillien au début du XVIe siècle. Dans le porche se trouvent quelques belles pierres tombales datant de ce même siècle.
Depuis le 28 mai 1973, la tour de l'église est classé comme monument au patrimoine en raison de sa valeur historique et artistique.

##### Chapelle Notre-Dame de Lombeek
Notre-Dame de Lombeek n'a pas toujours été honorée à l'église paroissiale de Mignault. Jusqu'en 1842, elle était au hameau des Trieux dans un humble oratoire.
On raconte qu'au début du XIXe siècle, presque tous les enfants de la localité et des environs furent atteints par la coqueluche. Les habitants s'adressèrent à leur curé, l'abbé Janot. Sous les conseils de ce dernier, ils se rendirent en procession à la chapelle Notre-Dame de Lombeek à Hal afin d'implorer la Vierge. Peu de temps plus tard, la maladie avait cessé ses ravages.
La chapelle tomba en ruines et il fut alors décidé de déposer la statuette de Notre-Dame de Lombeek dans l'église. Récemment, les paroissiens de Mignault ont eu l'initiative de la placer dans une vitrine, au même titre d'ailleurs qu'un certain nombre de sculptures et autres objets liturgiques.

## Enseignement
L'école libre Saint Martin a fêté ses 150 ans les 23 et 24 avril 2016.